# Amaurobius crassipalpis
Amaurobius crassipalpis är en spindelart som beskrevs av Giovanni Canestrini och Pietro Pavesi 1870. Amaurobius crassipalpis ingår i släktet Amaurobius och familjen mörkerspindlar. Inga underarter finns listade i Catalogue of Life.